# Gand-Wevelgem 2000
La 62e édition de la course cycliste Gand-Wevelgem a eu lieu le 5 avril 2000 sur une distance de 214 km. Elle est remportée par le Belge Geert Van Bondt de l'équipe Farm Frites.

## Présentation

### Equipes
Un total de 25 équipes participent à cette édition de Gend-Wevelgem, on retour 14 équipes GSI, la première division mondiale et 11 font partie des GSII, la seconde division mondiale.
| Groupes sportifs I (14)- AG2R Prévoyance - Cofidis-Le Crédit par Téléphone - Farm Frites - Fassa Bortolo - La Française des jeux - Lampre-Daikin - Lotto-Adecco - Mapei-Quick Step - Memory Card-Jack & Jones - Polti - Rabobank - Saeco-Valli & Valli - Deutsche Telekom - US Postal Service Groupes sportifs II (11)- Batavus-Bankgiroloterij - Crédit Agricole - Flanders-Prefetex - Gerolsteiner - Linda McCartney Cycling Team - Palmans-Ideal - Spar-OKI-Daewoo - Tönissteiner-Colnago - Ville de Charleroi-New Systems - Vlaanderen 2002 - Collstrop-De Federale Verzekeringen |
| |

## Résumé de la course
Lors du premier passage du Mont Kemmel à plus de 60 kilomètres de l'arrivée, un groupe de dix coureurs s'isole en tête. Et lors de la seconde ascension de ce même Mont Kemmel, Johan Museeuw place une accélération qui a pour effet de réduire le groupe à huit unités. Dans ce groupe de tête, l'équipe Farm Frites est la mieux représentée avec trois coureurs : Peter Van Petegem, Andreas Klier et Geert Van Bondt. Ce dernier attaque à quatre kilomètres de l'arrivée et, bien protégé par ses équipiers, il n'est pas rejoint et gagne en solitaire à Wevelgem. Cette course est aussi marquée par la présence sur la course de deux poneys sortis de leur prairie, semant la zizanie dans le peloton des poursuivants et mettant momentanément à l'arrêt quelques coureurs dont Erik Zabel. Il s'agit du dernier podium 100 % belge avec Geert Van Bondt, Peter Van Petegem et Johan Museeuw.

## Classements

### Classement de la course
| \| Classement général \| Classement général \| Classement général \| Classement général \| Classement général \| \| Coureur \| Coureur \| Pays \| Équipe \| Temps \| \| ------------------ \| ------------------ \| ------------------ \| ----------------------------------- \| ------------------ \| \| 1er \| Geert Van Bondt \| Belgique \| Farm Frites \| 5 h 01 min 03 s \| \| 2e \| Peter Van Petegem \| Belgique \| Farm Frites \| + 28 s \| \| 3e \| Johan Museeuw \| Belgique \| Mapei-Quick Step \| + 28 s \| \| 4e \| Tristan Hoffman \| Pays-Bas \| Memory Card-Jack & Jones \| + 28 s \| \| 5e \| Chris Peers \| Belgique \| Cofidis-Le Crédit par Téléphone \| + 28 s \| \| 6e \| Michel Vanhaecke \| Belgique \| Tönissteiner-Colnago \| + 28 s \| \| 7e \| Andreas Klier \| Allemagne \| Farm Frites \| + 28 s \| \| 8e \| Peter Farazijn \| Belgique \| Cofidis-Le Crédit par Téléphone \| + 28 s \| \| 9e \| Steffen Wesemann \| Allemagne \| Deutsche Telekom \| + 1 min 03 s \| \| 10e \| Roger Hammond \| Royaume-Uni \| Collstrop-De Federale Verzekeringen \| + 1 min 03 s \| \| 11e \| Lars Michaelsen \| Danemark \| La Française des jeux \| + 1 min 03 s \| \| 12e \| Wilfried Peeters \| Belgique \| Mapei-Quick Step \| + 1 min 03 s \| \| 13e \| Niko Eeckhout \| Belgique \| Palmans-Ideal \| + 1 min 03 s \| \| 14e \| Remco van der Ven \| Pays-Bas \| Farm Frites \| + 1 min 03 s \| \| 15e \| Christophe Mengin \| France \| La Française des jeux \| + 1 min 03 s \| \| 16e \| Marco Serpellini \| Italie \| Lampre-Daikin \| + 1 min 03 s \| \| 17e \| Paul van Schalen \| Pays-Bas \| Batavus-Bankgiroloterij \| + 1 min 03 s \| \| 18e \| Léon van Bon \| Pays-Bas \| Rabobank \| + 1 min 03 s \| \| 19e \| Rossano Brasi \| Italie \| Polti \| + 1 min 03 s \| \| 20e \| Geert Omloop \| Belgique \| Collstrop-De Federale Verzekeringen \| + 1 min 03 s \| |                   |             |                                     |                 |
| |                   |             |                                     |                 |
| |                   |             |                                     |                 |
| Classement général |                   |             |                                     |                 |
| Coureur | Coureur           | Pays        | Équipe                              | Temps           |
| 1er | Geert Van Bondt   | Belgique    | Farm Frites                         | 5 h 01 min 03 s |
| 2e | Peter Van Petegem | Belgique    | Farm Frites                         | + 28 s          |
| 3e | Johan Museeuw     | Belgique    | Mapei-Quick Step                    | + 28 s          |
| 4e | Tristan Hoffman   | Pays-Bas    | Memory Card-Jack & Jones            | + 28 s          |
| 5e | Chris Peers       | Belgique    | Cofidis-Le Crédit par Téléphone     | + 28 s          |
| 6e | Michel Vanhaecke  | Belgique    | Tönissteiner-Colnago                | + 28 s          |
| 7e | Andreas Klier     | Allemagne   | Farm Frites                         | + 28 s          |
| 8e | Peter Farazijn    | Belgique    | Cofidis-Le Crédit par Téléphone     | + 28 s          |
| 9e | Steffen Wesemann  | Allemagne   | Deutsche Telekom                    | + 1 min 03 s    |
| 10e | Roger Hammond     | Royaume-Uni | Collstrop-De Federale Verzekeringen | + 1 min 03 s    |
| 11e | Lars Michaelsen   | Danemark    | La Française des jeux               | + 1 min 03 s    |
| 12e | Wilfried Peeters  | Belgique    | Mapei-Quick Step                    | + 1 min 03 s    |
| 13e | Niko Eeckhout     | Belgique    | Palmans-Ideal                       | + 1 min 03 s    |
| 14e | Remco van der Ven | Pays-Bas    | Farm Frites                         | + 1 min 03 s    |
| 15e | Christophe Mengin | France      | La Française des jeux               | + 1 min 03 s    |
| 16e | Marco Serpellini  | Italie      | Lampre-Daikin                       | + 1 min 03 s    |
| 17e | Paul van Schalen  | Pays-Bas    | Batavus-Bankgiroloterij             | + 1 min 03 s    |
| 18e | Léon van Bon      | Pays-Bas    | Rabobank                            | + 1 min 03 s    |
| 19e | Rossano Brasi     | Italie      | Polti                               | + 1 min 03 s    |
| 20e | Geert Omloop      | Belgique    | Collstrop-De Federale Verzekeringen | + 1 min 03 s    |